# Freadelpha coronata
Freadelpha coronata là một loài bọ cánh cứng trong họ Cerambycidae.